# وانو یانتبلیدز

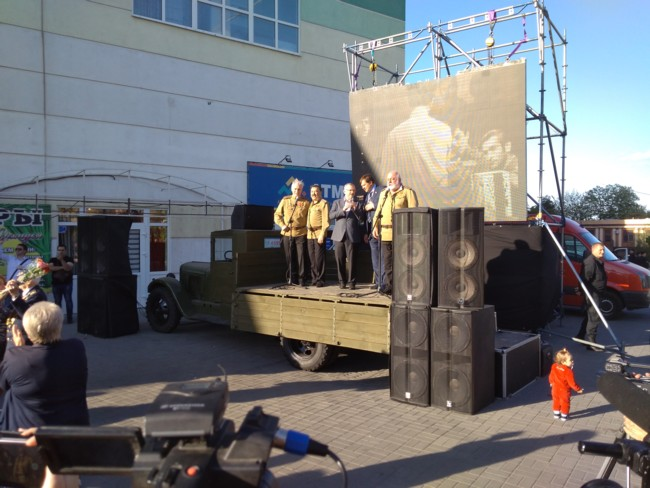

وانو یانتبلیدز (انگلیسی: Vano Yantbelidze؛ زادهٔ ۱۴ ژانویهٔ ۱۹۵۴) یک هنرپیشه اهل اتحاد جماهیر شوروی سوسیالیستی است. این هنرپیشهٔ گرجستانی و اوکراینی از سال ۱۹۷۳ میلادی تاکنون مشغول فعالیت بوده‌است.